# Monastère de la Sainte-Trinité (Kikinda)
Pour les articles homonymes, voir Monastère de la Sainte-Trinité.
Le monastère de la Sainte-Trinité (en serbe cyrillique : Манастир Свете Тројице ; en serbe latin : Manastir Svete Trojice) est un monastère orthodoxe serbe situé à Kikinda dans la province de Voïvodine et dans le district Banat septentrional en Serbie.
Ce monastère abrite une communauté de religieuses.

## Présentation
Le monastère de la Sainte-Trinité est situé dans le « cimetière de Melina » (en serbe : Melino groblje). Il a été fondé par Melanija Nikolić, qui a donné son nom au cimetière,,. La première pierre du monastère a été posée en 1885, en présence de l'évêque de l'éparchie du Banat et de l'éparchie de Timișoara Georgije Branković ; l'église a été consacrée le 24 mai 1887.

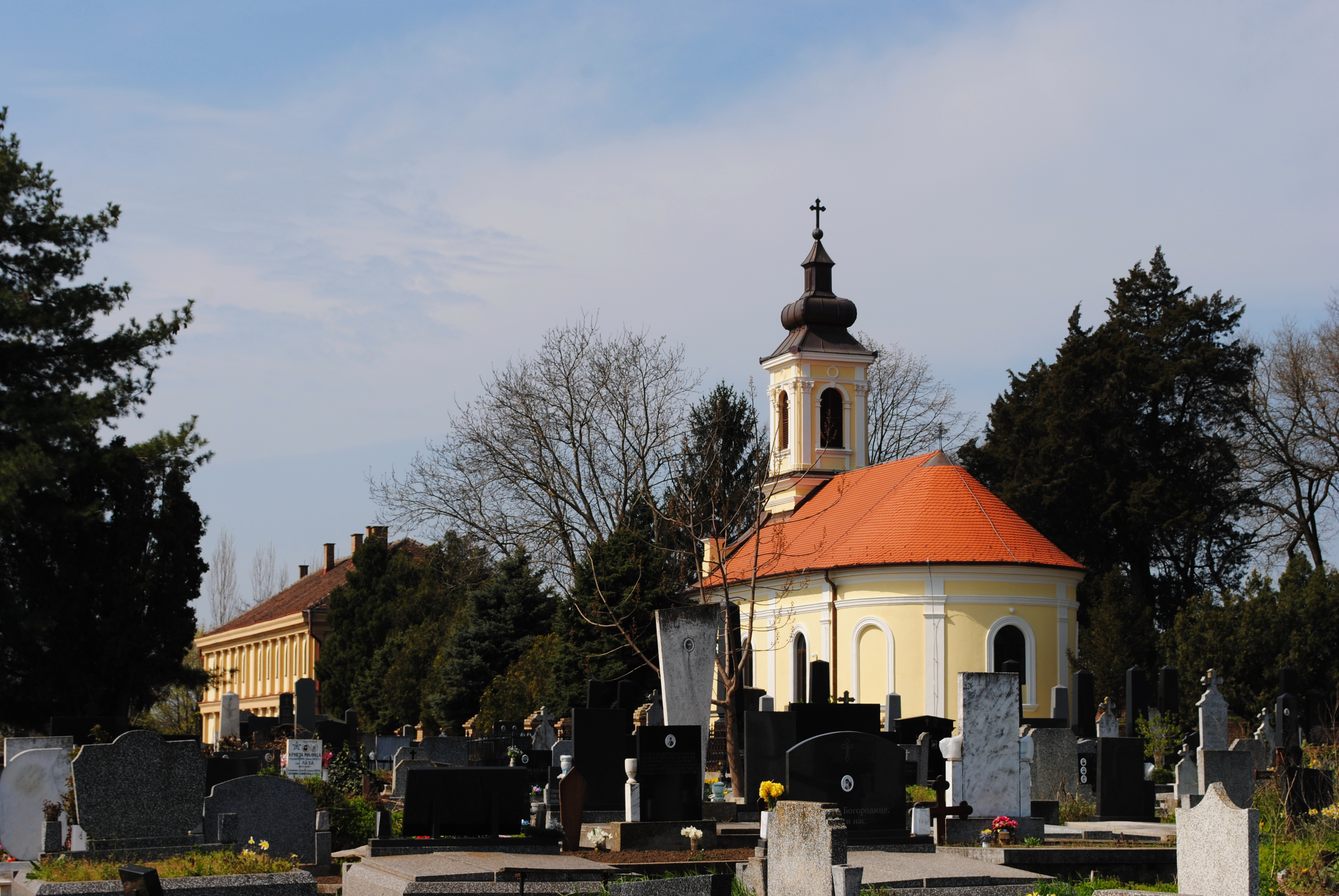
Autre vue du monastère

L'intérieur de l'église et notamment l'autel sont caractéristiques du style baroque ; l'église abrite  huit fresques et huit médaillons. Des mosaïques représentent les archanges Michel et Gabriel. L'iconostase et les murs ont été peints par Đura Pecić, un artiste originaire de la région de la Bačka.